# Acrobyla draudti
Acrobyla draudti is een vlinder van de familie van de uilen (Noctuidae). De wetenschappelijke naam van deze soort is voor het eerst voorgesteld als Armada draudti door Wilhelm Brandt in een publicatie uit 1939.
De soort komt voor in Iran.